# Terra i Llibertat
|  | Aquest article tracta sobre l'organització revolucionària russa. Si cerqueu la pel·lícula de Ken Loach, vegeu «Terra i llibertat (pel·lícula)». |

Terra i Llibertat (en rus: Земля и Воля, Zemlià i Vólia) fou una organització clandestina nascuda a Rússia el 1861, que va existir fins al 1864. Un dels seus objectius era la preparació d'una revolució camperola. Entre els seus organitzadors hi havia N.N. Obrutxev i S.S. Rimarenko entre d'altres.
Les bases programàtiques es van realitzar amb les idees d'Aleksandr Guertsen i Nikolai Ogariov. Un dels objectius més importants de l'organització fou la convocatòria d'un congrés del poble sense distinció de classes.
Desapareguda l'organització, novament s'organitzà el 1876 com una organització populista, que incloïa treballadors com Aleksandr Mikhailov, Gueorgui Plekhànov, Dimitri Lizogub, incorporant més endavant Serguei Stepniak-Kravxinski, Nikolai Morozov, Sofia Peróvskaia i Lev Tikhomirov. L'organització va existir fins al 1879, per després dissoldre's. L'ala terrorista va formar una nova organització, Naródnaia Vólia, mentre que la branca populista es va organitzar a Repartició Negra.

## Crítica leninista
Lenin titllà l'organització de petitburgesa i considerà que partien de la idea equivocada que la principal força revolucionària del país era la pagesia i no la classe obrera» i que el camí cap al socialisme s'articularia a través d'aquesta sent possible enderrocar el poder del tsar i dels terratinents tan sols mitjançant revoltes camperoles.